# Jacques Nantet
 (novembre 2014).
Si vous disposez d'ouvrages ou d'articles de référence ou si vous connaissez des sites web de qualité traitant du thème abordé ici, merci de compléter l'article en donnant les références utiles à sa vérifiabilité et en les liant à la section « Notes et références ».
Jacques Nantet, né le 29 avril 1910 à Paris où il est mort le 5 juin 1993, est un intellectuel, journaliste, écrivain et homme politique français.

## Biographie
Après des études de droit qui le conduisent jusqu'au doctorat, en 1936, Jacques Nantet devient diplomate. Gendre de Paul Claudel dont il épouse la fille, Renée (dont une fille, Marie-Victoire née en novembre 1942 et Donatien), il se fait connaître en publiant en 1948 chez Gallimard un petit pamphlet neutraliste et pacifiste intitulé Bataille pour la faiblesse, qui n'a qu'un faible succès, mais dont les idées seront reprises deux ans plus tard dans un ouvrage plus diffusé, Soyons neutres, préfacé par Étienne Gilson. Son engagement le contraint cependant à quitter la carrière diplomatique en 1951.
Proche des milieux chrétiens de gauche, il collabore à la revue La Vie intellectuelle, animée par le Père Maydieu. Il est également engagé au Comité pour une Europe indépendante, où intervient l'Abbé Pierre, ou au Comité France-Maghreb. Il participe, avec Paul Rivet, à la création du Comité des intellectuels pour la défense des libertés en 1952.
L'année suivante, il est élu secrétaire général du Centre d'action des gauches indépendantes, sur proposition de Paul Boulet. Il s'investit fortement dans le soutien à Pierre Mendès France entre 1954 et 1956.
En novembre 1956, Jacques Nantet fait partie des signataires du manifeste pour le retrait des troupes soviétiques en Hongrie, publié par France Observateur.
Il est aussi, dans la décennie suivante, un collaborateur assidu de la revue Critique.
Après 1958, il se retrouve plutôt du côté des gaullistes de gauche, sans plus prendre une grande part dans la vie politique.
En 1967, il fait partie des membres fondateurs de l'association Fraternité d'Abraham, qui promeut le dialogue interreligieux.

## Ouvrages
- Les Sanctions dans le pacte de la S.D.N., historique et conditions d'application, Thèse de Doctorat, 1936
- Bataille pour la faiblesse, Gallimard, 1948
- Les Juifs et les nations, Éditions de minuit, 1956
- Histoire du Liban, Éditions de minuit, 1963 (réédité chez Teqi 1986 et 1989)
- Pierre Mendès France, Éditions du Centurion, 1967
- Tocqueville, Seghers, 1971
- Panorama de la littérature noire d'expression française, Fayard, 1972
- Les Mille et une Jérusalem, J.C. Lattès, 1977
- Pierre Gemayel, J.-C. Lattès, 1986